# Thassos
Thassos er en græsk ø beliggende i den nordlige del af det Ægæiske Hav som en del af de Nordøst-ægæiske Øer. Thassos har en årtusindlang tradition for minedrift, idet der blandt andet er fundet guld og kobber på øen. I nyere tid er det især marmorrigdomme, der er blevet udnyttet.
Øens areal er på 383 km², og indbyggertallet er på ca. 14.000 indbyggere. Thassos (by) er hovedbyen på øen med ca. 3.100 indbyggere.
Det er den nordligste ø i Grækenland, og den ligger tæt på fastlandet ved byen Keramoti. Her findes Kavala International Airport ”Megas Alexandros”, som er den lufthavn, der er tættest på øen. For at komme til øen skal man sejle med færge, og sejladsen varer ca. 40 minutter. Lidt længere er der fra den store havneby Kavala. Herfra tager sejlturen 1,25 time.
Øen blev ramt af et jordskælv i 1960'erne, men størstedelen er siden blevet genopbygget. 
- Wikimedia Commons har flere filer relateret til Thassos

40°41′39″N 24°39′40″Ø / 40.6942°N 24.6611°Ø